# Kanton Lalinde
Der Kanton Lalinde ist seit 1790 ein französischer Kanton im Arrondissement Bergerac im Département Dordogne in der Region Nouvelle-Aquitaine; sein Hauptort ist Lalinde, Vertreter im Generalrat des Départements ist seit 2004 Serge Mérillou (PS).

## Gemeinden
Der Kanton besteht aus 46 Gemeinden mit insgesamt 17.972 Einwohnern (Stand: 1. Januar 2022) auf einer Gesamtfläche von 651,64 km²:
| Gemeinde                  | Einwohner 1. Januar 2022 | Fläche km² | Dichte Einw./km² | Code INSEE | Postleitzahl |
| ------------------------- | ------------------------ | ---------- | ---------------- | ---------- | ------------ |
| Alles-sur-Dordogne        | 384                      | 9,41       | 41               | 24005      | 24480        |
| Badefols-sur-Dordogne     | 205                      | 6,06       | 34               | 24022      | 24150        |
| Baneuil                   | 316                      | 8,89       | 36               | 24023      | 24150        |
| Bayac                     | 356                      | 10,23      | 35               | 24027      | 24150        |
| Beaumontois en Périgord   | 1.730                    | 72,71      | 24               | 24028      | 24440        |
| Biron                     | 146                      | 12,98      | 11               | 24043      | 24540        |
| Bouillac                  | 123                      | 12,34      | 10               | 24052      | 24480        |
| Bourniquel                | 67                       | 8,96       | 7                | 24060      | 24150        |
| Calès                     | 373                      | 8,02       | 47               | 24073      | 24150        |
| Capdrot                   | 461                      | 43,72      | 11               | 24080      | 24540        |
| Cause-de-Clérans          | 336                      | 14,35      | 23               | 24088      | 24150        |
| Couze-et-Saint-Front      | 715                      | 8,19       | 87               | 24143      | 24150        |
| Gaugeac                   | 107                      | 10,17      | 11               | 24195      | 24540        |
| Lalinde                   | 2.936                    | 27,70      | 106              | 24223      | 24150        |
| Lanquais                  | 501                      | 14,48      | 35               | 24228      | 24150        |
| Lavalade                  | 105                      | 3,95       | 27               | 24231      | 24540        |
| Le Buisson-de-Cadouin     | 1.954                    | 50,37      | 39               | 24068      | 24480        |
| Liorac-sur-Louyre         | 260                      | 20,27      | 13               | 24242      | 24520        |
| Lolme                     | 191                      | 6,92       | 28               | 24244      | 24540        |
| Marsalès                  | 225                      | 9,43       | 24               | 24257      | 24540        |
| Mauzac-et-Grand-Castang   | 876                      | 15,85      | 55               | 24260      | 24150        |
| Molières                  | 352                      | 21,22      | 17               | 24273      | 24480        |
| Monpazier                 | 442                      | 0,53       | 834              | 24280      | 24540        |
| Monsac                    | 178                      | 10,74      | 17               | 24281      | 24440        |
| Montferrand-du-Périgord   | 155                      | 13,10      | 12               | 24290      | 24440        |
| Naussannes                | 236                      | 14,82      | 16               | 24307      | 24440        |
| Pezuls                    | 118                      | 10,38      | 11               | 24327      | 24510        |
| Pontours                  | 208                      | 6,69       | 31               | 24334      | 24150        |
| Pressignac-Vicq           | 454                      | 17,06      | 27               | 24338      | 24150        |
| Rampieux                  | 139                      | 11,82      | 12               | 24347      | 24440        |
| Saint-Agne                | 443                      | 5,87       | 75               | 24361      | 24520        |
| Saint-Avit-Rivière        | 89                       | 14,00      | 6                | 24378      | 24540        |
| Saint-Avit-Sénieur        | 416                      | 23,40      | 18               | 24379      | 24440        |
| Saint-Capraise-de-Lalinde | 526                      | 3,83       | 137              | 24382      | 24150        |
| Saint-Cassien             | 32                       | 4,72       | 7                | 24384      | 24540        |
| Sainte-Croix              | 85                       | 12,87      | 7                | 24393      | 24440        |
| Saint-Félix-de-Villadeix  | 319                      | 16,88      | 19               | 24405      | 24510        |
| Sainte-Foy-de-Longas      | 244                      | 16,18      | 15               | 24407      | 24510        |
| Saint-Marcel-du-Périgord  | 138                      | 11,46      | 12               | 24445      | 24510        |
| Saint-Marcory             | 54                       | 4,76       | 11               | 24446      | 24540        |
| Saint-Romain-de-Monpazier | 108                      | 7,48       | 14               | 24495      | 24540        |
| Soulaures                 | 70                       | 10,28      | 7                | 24542      | 24540        |
| Urval                     | 115                      | 13,38      | 9                | 24560      | 24480        |
| Varennes                  | 460                      | 4,05       | 114              | 24566      | 24150        |
| Verdon                    | 36                       | 4,95       | 7                | 24570      | 24520        |
| Vergt-de-Biron            | 188                      | 16,17      | 12               | 24572      | 24540        |
| Kanton Lalinde            | 17.972                   | 651,64     | 28               | 2408       | –            |

Bis zur landesweiten Neuordnung der französischen Kantone im März 2015 gehörten zum Kanton Lalinde die 14 Gemeinden Baneuil, Cause-de-Clérans, Couze-et-Saint-Front, Lalinde, Lanquais, Liorac-sur-Louyre, Mauzac-et-Grand-Castang, Pressignac-Vicq, Saint-Agne, Saint-Capraise-de-Lalinde, Saint-Félix-de-Villadeix, Saint-Marcel-du-Périgord, Varennes und Verdon. Sein Zuschnitt entsprach einer Fläche von 173,83 km². Er besaß vor 2015 einen anderen INSEE-Code als heute, nämlich 2417.

## Veränderungen im Gemeindebestand seit der landesweiten Neuordnung der Kantone
2016: Fusion Beaumont-du-Périgord, Labouquerie, Nojals-et-Clotte und Sainte-Sabine-Born → Beaumontois en Périgord

## Bevölkerungsentwicklung
| Jahr      | 1962  | 1968  | 1975  | 1982  | 1990  | 1999  | 2006  | 2011  |
| --------- | ----- | ----- | ----- | ----- | ----- | ----- | ----- | ----- |
| Einwohner | 7.568 | 8.172 | 7.972 | 7.830 | 8.277 | 8.159 | 8.297 | 8.405 |